# 選抜高校女子サッカー大会
選抜高校女子サッカー大会（せんばつこうこうじょしサッカーたいかい）は、毎年3月に埼玉県熊谷市で開催される高校女子サッカー大会である。「めぬまカップ」の別名が付けられている。全国高等学校体育連盟（高体連）管轄ではない大会である。

## 概要
1995年に旧妻沼町にて妻沼カップ（高校女子招待サッカーフェスティバル）として第1回を開催。その後、市町村合併により熊谷市高校女子サッカー大会（めぬまカップ）となり、現在の名称に至る。東日本大震災の影響による2011年、新型コロナウイルスの影響による2020年・2021年を除き毎年開催されている。第1回参加は24校だったが、回を重ねるごとに増加し、第6回より48校が参加している。2009年、高体連に女子サッカーが加わり、2014年度から全日本高等学校女子サッカー選手権大会を全国高等学校選抜大会扱いとしているが、この大会についてはそのままとしている。
現在の会場は熊谷スポーツ文化公園陸上競技場と利根川総合運動公園サッカー場。ただし第23回（2017年）は熊谷陸上競技場が同時期に開催される全国高等学校選抜ラグビーフットボール大会の熊谷ラグビー場Aグラウンドの改修工事に伴う代替として使用された為、妻沼運動公園に移して開かれた。

## 結果と統計
| 回 | 年度   | 優勝            |
| -- | ------ | --------------- |
| 1  | 1995年 | 聖和学園        |
| 2  | 1996年 | 石巻女子商      |
| 3  | 1997年 | 埼玉平成        |
| 4  | 1998年 | 啓明学院        |
| 5  | 1999年 | 啓明学院（2）   |
| 6  | 2000年 | 神村学園        |
| 7  | 2001年 | 神村学園（2）   |
| 8  | 2002年 | 神村学園（3）   |
| 9  | 2003年 | 神村学園（4）   |
| 10 | 2004年 | 神村学園（5）   |
| 11 | 2005年 | 常盤木学園      |
| 12 | 2006年 | 日ノ本学園      |
| 13 | 2007年 | 常盤木学園（2） |
| 14 | 2008年 | 常盤木学園（3） |
| 15 | 2009年 | 日ノ本学園（2） |
| 16 | 2010年 | 常盤木学園（4） |
| 18 | 2012年 | 常盤木学園（5） |
| 19 | 2013年 | 常盤木学園（6） |
| 20 | 2014年 | 日ノ本学園（3） |
| 21 | 2015年 | 常葉学園橘      |
| 22 | 2016年 | 十文字          |
| 23 | 2017年 | 作陽            |
| 24 | 2018年 | 飛鳥            |
| 25 | 2019年 | 十文字（2）     |
| 28 | 2022年 | 十文字（3）     |
| 29 | 2023年 | 大阪桐蔭        |